# Ruth Metzler-Arnold
Ruth Metzler-Arnold (23 de maio de 1964) é uma política suíça. Foi membro do Conselho Federal suíço de 1999 a 2003.
Ruth foi eleita Cônsul Federal da Suíça em 11 de março de 1999, pelo Partido Democrata Cristão, e ocupou o posto até 10 de dezembro de 2003.